# Sarah Marquis

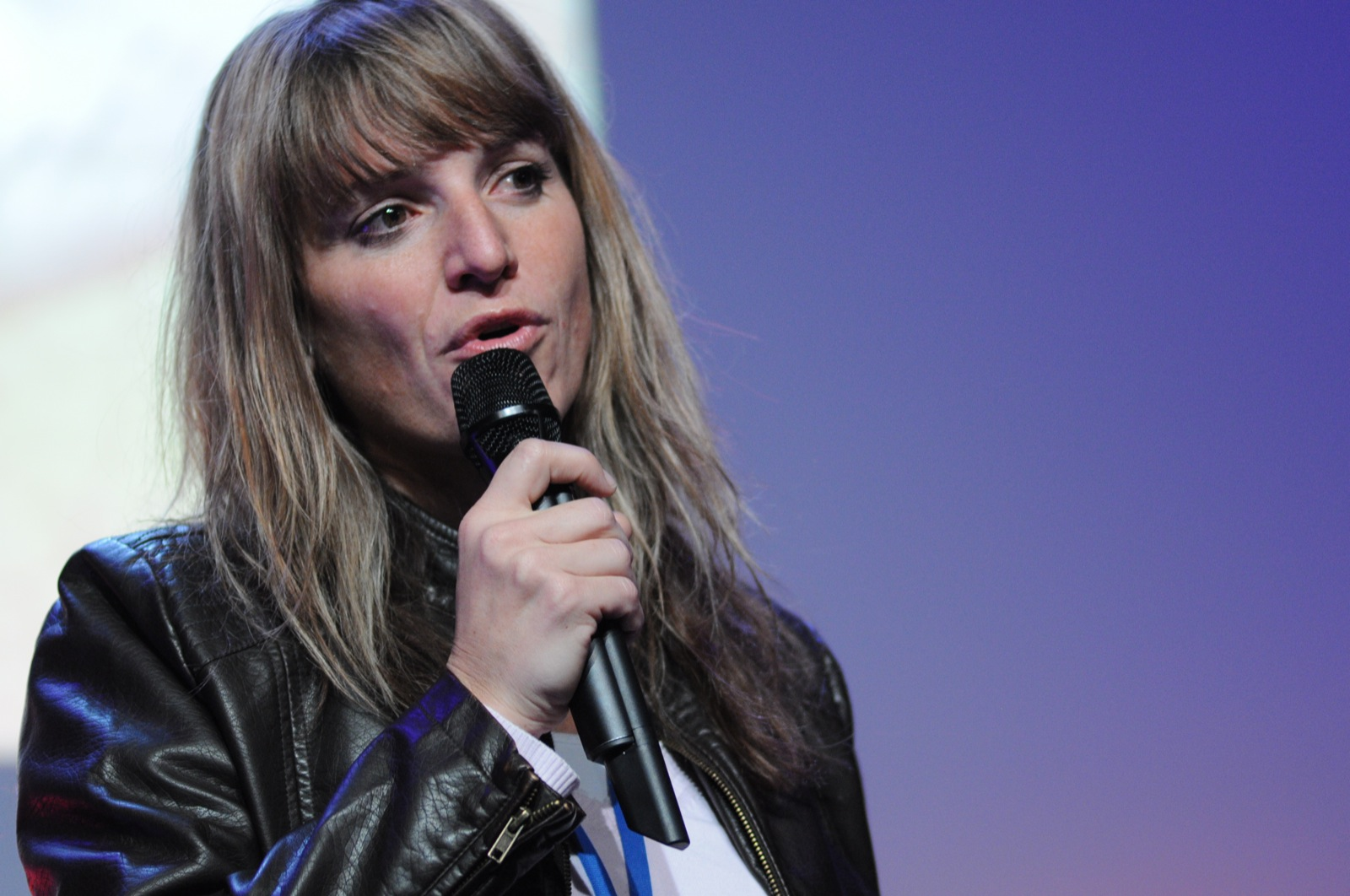
Sarah Marquis, 2009

Sarah Marquis (* 20. Juni 1972 in Delémont) ist eine Schweizer Abenteurerin und Reiseschriftstellerin.

## Leben
Sie verbrachte ihre Jugend in Montsevelier. Nach dem Versuch, zu Pferd oder mit dem Kanu zu reisen, entschied sie sich für das Reisen zu Fuss.
Auf ihren Abenteuerreisen legt Marquis weite Strecken nur mit einem Rucksack und einem Handwagen als Gepäck zurück und übernachtet im Zelt. Die Versorgung wird von ihrem Bruder organisiert, die Reisefinanzierung erfolgt durch Sponsoren. Sie gibt auch Vorträge, um die Erlebnisse ihrer Abenteuer zu teilen.
Im Jahr 2000 führte sie die erste andauernde Solo-Wanderung von Nord bis Süden im westlichen Teil der Vereinigten Staaten (4260 Kilometer in vier Monaten) durch die Rocky Mountains und die Mojave-Wüste.
Über die Durchquerung der australischen Wüste 2002/2003 (über 14.000 Kilometer in 17 Monaten) erzählte sie in ihrem ersten Buch „Die Wüstenabenteuerin“. Diese Wanderung im australischen Outback ist ein klassischer Lauf für Abenteurer.
Im Jahr 2006 wanderte sie auf dem Rücken der Anden von Chile bis nach Machu Picchu (7000 Kilometer in 8 Monaten). Auf dieser Expedition wurde sie von einem Bergführer begleitet, welcher sie über eine Strecke von 200 km mit dem Auto transportierte. Das schweizerische Fernsehprogramm "Mise au point" warf ihr vor, diese Tatsache nicht in ihrem Buch zur Expedition (Der Weg der Anden) zu erwähnen.
Unter dem Namen „ExplorAsia“ führte Sarah Marquis während drei Jahren (2010–2013) eine weitere Abenteuerreise durch, welche sie von Sibirien bis nach Australien über der Wüste Gobi, die Volksrepublik China, Laos und Thailand führte. Sie musste dabei unter anderem Temperaturen von −20 Grad Celsius, Sandstürmen, nächtlichen Besuchen mongolischer Reiter, Drogenhändlern und Ausbrüchen von Denguefieber standhalten. Hierbei testete sie ein Spezialgerät, das vom Centre suisse d'électronique et de microtechnique entwickelt wurde, damit das Centre hospitalier universitaire vaudois den Gesundheitszustand der Abenteurerin verfolgen kann.
Im Jahr 2014 nominierte National Geographic Sarah Marquis für die Auszeichnung „Abenteurer des Jahres 2014“.
Das französischsprachige Nachrichtenmagazin L’Hebdo verglich Sarah Marquis mit Ella Maillart. Sie gilt gemäss einigen Quellen als eine der zehn bekanntesten lebenden Abenteurer weltweit.

## Werke
- L'aventurière des sables: 14000 km à pied à travers les déserts australiens, Editions du Roc, Bévilard, 2004
- La voie des Andes: 8 mois à pied sur la Cordillère des Andes, Eucalype, Verbier, 2007
- The Desert Hiker, Eucalype, Verbier, 2007
- L'extraordinaire destin de D'Joe: le chien australien de l'aventurière Sarah Marquis, Eucalype, Verbier, 2009
- Sauvage par nature: 3 ans de marche extrême en solitaire de Sibérie en Australie, Michel Lafon, Neuilly-sur Seine, 2014